# Collectivité des minorités
 (avril 2025).
La collectivité des minorités (kisebbségi önkormányzat ou nemzetiségi önkormányzat) désigne une autorité administrative hongroise particulière, ayant à l'échelle des localités et des comitats des compétences spécifiques en direction des minorités nationales ou ethniques qu'elles représentent.
Il existe 13 minorités nationales, ethniques et religieuses reconnues officiellement par la loi en Hongrie : les Bulgares, les Roms, les Grecs, les Croates, les Polonais, les Allemands, les Arméniens, les Roumains, les Ruthènes, les Serbes, les Slovaques, les Slovènes et les Ukrainiens.
La loi de 1993 leur donne le droit de voter à l'échelle nationale ainsi qu'à l'échelon de chaque collectivité territoriale (comitats et localités) pour leurs propres représentants. Les collectivités de minorité disposent ainsi de compétences particulières pour fixer le calendrier de leurs fêtes et célébrations, contribuer à la préservation de leurs traditions et participer à l'éducation publique. Ces collectivités particulières peuvent ainsi gérer des théâtres publics, des bibliothèques, des institutions scientifiques et artistiques, attribuer des bourses d'études et dispenser de services en direction de leur communauté (aides juridiques notamment). Les minorités reçoivent 1 200 000 forints (300 000 euros) par an du gouvernement hongrois.
Il faut au moins 50 membres d'une minorité dans les villes de moins de 10 000 habitants pour former une collectivité communautaire et 100 membres pour les villes plus peuplées. Dans les faits, ces collectivités sont plus faciles à former dans les grandes villes que dans les petites localités. Les conditions de leur création dépendent également du taux de concentration des minorités sur le territoire hongrois.
Outre les 13 minorités officielles, les Juifs ainsi que les Bunjevcis revendiquent régulièrement une reconnaissance publique. De manière plus anecdotique, des Hongrois clamant leur ascendance hunnique ont aussi déposé une demande officielle allant dans ce sens.